# Ruhve
Ruhve (Duits: Rufa) is een plaats in de Estlandse gemeente Saaremaa, provincie Saaremaa. De plaats heeft de status van dorp (Estisch: küla) en telt 26 inwoners (2021).
Tot in oktober 2017 lag Ruhve in de gemeente Laimjala. In die maand werd Laimjala bij de fusiegemeente Saaremaa gevoegd.
De plaats ligt aan de zuidkust van het eiland Saaremaa op het schiereiland Kaarna säär en heeft een kleine haven.

## Geschiedenis
Ruhve werd voor het eerst genoemd in 1645 onder de naam Ruisz, een dorp dat onder de Wacke Randvere viel. Een Wacke was een administratieve eenheid voor een groep boeren met gezamenlijke verplichtingen. In de 18e eeuw was Ruhve onder de naam Ruhhist een dorp op het landgoed van Kõiguste.